# Liste der Baudenkmale in Walsrode
In der Liste der Baudenkmale in Walsrode sind alle Baudenkmale der niedersächsischen Gemeinde Walsrode im Landkreis Heidekreis. Der Stand der Liste ist der 5. Dezember 2020.
Die Baudenkmale in den Außenbezirken stehen in der Liste der Baudenkmale in Walsrode (Außenbezirke).

## Allgemein
In den Spalten befinden sich folgende Informationen:
- Lage: die Adresse des Baudenkmales und die geographischen Koordinaten. Kartenansicht, um Koordinaten zu setzen. In der Kartenansicht sind Baudenkmale ohne Koordinaten mit einem roten Marker dargestellt und können in der Karte gesetzt werden. Baudenkmale ohne Bild sind mit einem blauen Marker gekennzeichnet, Baudenkmale mit Bild mit einem grünen Marker.
- Bezeichnung: Bezeichnung des Baudenkmales
- Beschreibung: die Beschreibung des Baudenkmales. Unter § 3 Abs. 2 NDSchG werden Einzeldenkmale und unter § 3 Abs. 3 NDSchG Gruppen baulicher Anlagen und deren Bestandteile ausgewiesen.
- ID: die Objekt-ID des Baudenkmales
- Bild: ein Bild des Baudenkmales, ggf. zusätzlich mit einem Link zu weiteren Fotos des Baudenkmals im Medienarchiv Wikimedia Commons. Wenn man auf das Kamerasymbol klickt, können Fotos zu Baudenkmalen aus dieser Liste hochgeladen werden:

## Walsrode
Im Jahre 986 wurde das Kanonissinstift („ecclesia Rode“) in der Nähe des Dorfes Rode oder Roding gegründet. Nach Celler Recht wurde es 1388 zum Weichbild ernannt. Die Reformation wurde 1528 in dem Ort eingeführt, das Stadtrecht erhielt der Ort Mitte des 17. Jahrhunderts. In den Jahren 1757 und 1850 brannten wesentliche Teile der Stadt ab, sie wurde dann einheitlich wieder aufgebaut.

### Gruppe: Wohnhäuser Grünstraße 6–9
Die Gruppe „Wohnhäuser Grünstraße 6-9“ hat die ID 32688257.

| Lage                                     | Bezeichnung | Beschreibung | ID       | Bild |
| ---------------------------------------- | ----------- | ------------ | -------- | ---- |
| Grünstraße 6 52° 51′ 54″ N, 9° 35′ 17″ O | Wohnhaus    |              | 32813836 |      |
| Grünstraße 7 52° 51′ 55″ N, 9° 35′ 18″ O | Wohnhaus    |              | 32810931 |      |
| Grünstraße 8 52° 51′ 54″ N, 9° 35′ 18″ O | Wohnhaus    |              | 32813813 |      |
| Grünstraße 9 52° 51′ 55″ N, 9° 35′ 19″ O | Wohnhaus    |              | 32813790 |      |

### Gruppe: Wohnhäuser Hannoversche Straße
Die Gruppe „Wohnhäuser Hannoversche Straße“ hat die ID 32688644.

| Lage                                               | Bezeichnung         | Beschreibung | ID       | Bild |
| -------------------------------------------------- | ------------------- | ------------ | -------- | ---- |
| Hannoversche Straße 4 52° 51′ 31″ N, 9° 35′ 39″ O  | Wohnhaus            |              | 32818204 | BW   |
| Hannoversche Straße 6 52° 51′ 31″ N, 9° 35′ 39″ O  | Wohnhaus            |              | 2816788  | BW   |
| Hannoversche Straße 8 52° 51′ 30″ N, 9° 35′ 39″ O  | Wohnhaus            |              | 32818227 | BW   |
| Hannoversche Straße 10 52° 51′ 29″ N, 9° 35′ 40″ O | Villa               |              | 32818250 | BW   |
| Hannoversche Straße 12 52° 51′ 28″ N, 9° 35′ 40″ O | Wohn-/Geschäftshaus | Polizei      | 32818273 | BW   |
| Hannoversche Straße 14 52° 51′ 27″ N, 9° 35′ 40″ O | Wohn-/Geschäftshaus | Polizei      | 32818296 | BW   |
| Hannoversche Straße 16 52° 51′ 27″ N, 9° 35′ 40″ O | Wohnhaus            |              | 32818319 | BW   |

### Gruppe: Jüdischer Friedhof
Die Gruppe „Jüdischer Friedhof“ hat die ID 32688335.

| Lage                                               | Bezeichnung | Beschreibung       | ID       | Bild |
| -------------------------------------------------- | ----------- | ------------------ | -------- | ---- |
| Hannoversche Straße 31 52° 51′ 23″ N, 9° 35′ 45″ O | Friedhof    | Jüdischer Friedhof | 32809496 |      |

### Gruppe: Gebäudegruppe Lange Straße
Die Gruppe „Gebäudegruppe Lange Straße“ hat die ID 32688606.

| Lage                                           | Bezeichnung             | Beschreibung | ID       | Bild           |
| ---------------------------------------------- | ----------------------- | --- | -------- | -------------- |
| Kirchplatz 1/3 52° 51′ 38″ N, 9° 35′ 42″ O     | Geschäftshaus           | | 32814479 | BW             |
| Lange Straße 1 52° 51′ 37″ N, 9° 35′ 42″ O     | Wohn-/Geschäftshaus     | | 32818505 |                |
| Lange Straße 3 52° 51′ 37″ N, 9° 35′ 41″ O     | Wohn-/Geschäftshaus     | | 32816587 |                |
| Lange Straße 4 52° 51′ 38″ N, 9° 35′ 40″ O     | Wohn-/Geschäftshaus     | | 32816695 |                |
| Lange Straße 5 52° 51′ 37″ N, 9° 35′ 40″ O     | Hotel                   | Das Haus ist im Kern aus der Zeit um 1760, ein Hotel befindet sich hier ab 1809. Das Hotel besteht bis heute als Hotel Hannover. Bereits für 1902/1903 ist belegt, dass das Hotel drei Geschosse hat. Noch später wurde das Hotel um eine zehnte Fensterachse erweitert, gleichzeitig ein Saal und ein Wohngebäude mit Remise neu erbaut. Die Fassade ist mit Holz verkleidet, wobei die fünfte bis siebte Fensterachse hervorgehoben sind. Hier befindet sich der Eingang, über dem Eingang ist ein Balkon, der ursprünglich von Säulen getragen wurde. | 32816608 |                |
| Lange Straße 6 52° 51′ 38″ N, 9° 35′ 39″ O     | Wohn-/Geschäftshaus     | | 32817204 |                |
| Lange Straße 7 52° 51′ 37″ N, 9° 35′ 39″ O     | Wohnhaus                | | 32815343 |                |
| Lange Straße 8 52° 51′ 38″ N, 9° 35′ 39″ O     | Wohn-/Geschäftshaus     | | 32813707 |                |
| Lange Straße 9 52° 51′ 37″ N, 9° 35′ 38″ O     | Wohn-/Geschäftshaus     | Das Fachwerkhaus wurde zum Anfang des 19. Jahrhunderts erbaut. Es ist ein zweigeschossiges, traufständiges Haus mit einem Satteldach. Das zweite Geschoss wurde später hinzugefügt. In der Mitte der ursprünglich sieben Achsen befindet sich der Eingang, über dem Eingang befindet sich ein dreiachsiges Zwerchhaus. Ebenfalls später wurde die rechte Zufahrt zum Hof mit einem zweiachsigen Anbau überbaut, so dass die Fassade nicht mehr symmetrisch ist. Das Haus ist mit Holz verkleidet.                                                        | 32817848 |                |
| Lange Straße 10 52° 51′ 38″ N, 9° 35′ 38″ O    | Wohnhaus                | | 32813728 |                |
| Lange Straße 11 52° 51′ 37″ N, 9° 35′ 37″ O    | Wohnhaus                | | 32817951 |                |
| Lange Straße 12 52° 51′ 38″ N, 9° 35′ 37″ O    | Wohn-/Geschäftshaus     | | 32817270 |                |
| Lange Straße 13/15 52° 51′ 37″ N, 9° 35′ 36″ O | Wohn-/Geschäftshaus     | | 32817972 |                |
| Lange Straße 14 52° 51′ 38″ N, 9° 35′ 36″ O    | Wohn-/Geschäftshaus     | | 32817291 |                |
| Lange Straße 16 52° 51′ 38″ N, 9° 35′ 35″ O    | Apotheke                | Die Apotheke liegt neben dem alten Rathaus. Die Apotheke wurde 1659 gegründet und besteht heute noch. Das Haus selbst stammt im Ursprung aus der zweiten Hälfte des 17. Jahrhunderts. Es ist ein zweigeschossiges Fachwerkhaus mit einem Walmdach, an den Seiten des Hauses ist das Fachwerk teilweise noch sichtbar. Die Fassade wurde im 20. Jahrhundert verputzt. Der Eingang zum Haus befindet sich in der Mitte von sieben Achsen. | 32817995 |                |
| Lange Straße 18 52° 51′ 38″ N, 9° 35′ 34″ O    | Rathaus                 | Das ehemalige Rathaus an der Ecke zur Straße „Die Worth“ wurde 1757 erbaut. Hier befand sich wahrscheinlich bereits das Rathaus aus dem 14. Jahrhundert. Hier befand sich das Rathaus und das Amtsgericht. Nach dem Neubau des Rathauses im Jahre 1904 befand sich hier nur naoch das Amtsgericht. Das Amtsgericht zog 1988 in die Gebäudegruppe Lange Straße 29–33. | 32818020 | Weitere Bilder |
| Lange Straße 19 52° 51′ 37″ N, 9° 35′ 34″ O    | Wohnhaus und Gaststätte | | 32817711 |                |
| Lange Straße 21 52° 51′ 37″ N, 9° 35′ 34″ O    | Wohn-/Geschäftshaus     | | 32817734 |                |
| Lange Straße 23 52° 51′ 37″ N, 9° 35′ 33″ O    | Wohnhaus                | | 32817755 |                |
| Lange Straße 25 52° 51′ 37″ N, 9° 35′ 32″ O    | Wohn-/Geschäftshaus     | | 32817776 |                |
| Lange Straße 26 52° 51′ 38″ N, 9° 35′ 30″ O    | Wohn-/Geschäftshaus     | | 32810669 |                |
| Lange Straße 27 52° 51′ 37″ N, 9° 35′ 31″ O    | Wohnhaus                | | 32818455 |                |
| Lange Straße 29 52° 51′ 37″ N, 9° 35′ 30″ O    | Wohnhaus                | Amtsgericht | 32817819 |                |
| Lange Straße 31 52° 51′ 37″ N, 9° 35′ 30″ O    | Geschäftshaus           | | 32813187 | BW             |
| Lange Straße 33 52° 51′ 37″ N, 9° 35′ 29″ O    | Geschäftshaus           | | 32811281 | BW             |
| Lange Straße 35 52° 51′ 37″ N, 9° 35′ 28″ O    | Wohn-/Geschäftshaus     | | 32813386 |                |
| Lange Straße 37 52° 51′ 37″ N, 9° 35′ 27″ O    | Wohn-/Geschäftshaus     | | 32817516 |                |

### Gruppe: Kloster Walsrode
Die Gruppe „Kloster Walsrode“ hat die ID 32688573.

| Lage                                       | Bezeichnung        | Beschreibung                                            | ID       | Bild |
| ------------------------------------------ | ------------------ | ------------------------------------------------------- | -------- | ---- |
| Am Kloster 4 52° 51′ 37″ N, 9° 35′ 44″ O   | Klostergebäude     | Kloster Walsrode (Langes Haus)                          | 32813461 |      |
| Kirchplatz 2 52° 51′ 37″ N, 9° 35′ 44″ O   | Wirtschaftsgebäude |                                                         | 32818546 | BW   |
| Am Kloster 2 A 52° 51′ 38″ N, 9° 35′ 47″ O | Klostergebäude     | Kloster Walsrode (Altes Äbtissinnenwohnhaus und Remter) | 32818163 | BW   |
| Kirchplatz 2 52° 51′ 38″ N, 9° 35′ 49″ O   | Torhaus            | sog. "Rotes Tor"                                        | 32818526 | BW   |
| Kirchplatz 2 52° 51′ 36″ N, 9° 35′ 47″ O   | Klostermauer       |                                                         | 32811016 | BW   |
| Am Kloster 2 52° 51′ 37″ N, 9° 35′ 48″ O   | Klostergebäude     | Kloster Walsrode (Alter Remter oder Abtei)              | 32818186 | BW   |
| Am Kloster 5 52° 51′ 37″ N, 9° 35′ 47″ O   | Wohnhaus           | Kloster Walsrode (Klosterwärterhaus)                    | 32813486 | BW   |
| Kirchplatz 2 52° 51′ 37″ N, 9° 35′ 46″ O   | Denkmal            | Honstedt                                                | 32813214 | BW   |
| Kirchplatz 2 52° 51′ 37″ N, 9° 35′ 45″ O   | Ziehbrunnen        |                                                         | 32810972 | BW   |
| Kirchplatz 2 52° 51′ 38″ N, 9° 35′ 44″ O   | Denkmal            | Pufendorf                                               | 32814525 | BW   |
| Am Kloster 3 52° 51′ 38″ N, 9° 35′ 50″ O   | Wohnhaus           |                                                         | 32809339 | BW   |
| Kirchplatz 2 52° 51′ 36″ N, 9° 35′ 45″ O   | Erdkeller          |                                                         | 32810954 | BW   |

### Gruppe: Wohnhäuser Marktstraße 3, 5, 7
Die Gruppe „Wohnhäuser Marktstraße 3, 5, 7“ hat die ID 32688283.

| Lage                                      | Bezeichnung | Beschreibung | ID       | Bild |
| ----------------------------------------- | ----------- | ------------ | -------- | ---- |
| Marktstraße 3 52° 51′ 39″ N, 9° 35′ 22″ O | Wohnhaus    |              | 32816432 | BW   |
| Marktstraße 5 52° 51′ 46″ N, 9° 35′ 7″ O  | Wohnhaus    |              | 32816455 | BW   |
| Marktstraße 7 52° 51′ 46″ N, 9° 35′ 7″ O  | Wohnhaus    |              | 32814064 | BW   |

### Gruppe: Wohnhäuser Moorstraße
Die Gruppe „Wohnhäuser Moorstraße“ hat die ID 32688620.

| Lage                                      | Bezeichnung | Beschreibung | ID       | Bild |
| ----------------------------------------- | ----------- | ------------ | -------- | ---- |
| Moorstraße 17 52° 51′ 42″ N, 9° 35′ 38″ O | Wohnhaus    |              | 32818363 | BW   |
| Moorstraße 19 52° 51′ 42″ N, 9° 35′ 38″ O | Wohnhaus    |              | 32815044 | BW   |

### Gruppe: Wohnhäuser Moorstraße 34/36
Die Gruppe „Wohnhäuser Moorstraße 34/36“ hat die ID 32688632.

| Lage                                      | Bezeichnung             | Beschreibung | ID       | Bild |
| ----------------------------------------- | ----------------------- | ------------ | -------- | ---- |
| Moorstraße 34 52° 51′ 43″ N, 9° 35′ 33″ O | Wohn- und Geschäftshaus |              | 32815065 |      |
| Moorstraße 36 52° 51′ 43″ N, 9° 35′ 32″ O | Wohn- und Geschäftshaus |              | 32815086 |      |

### Gruppe: Wohnhäuser Neue Straße 3, 5, 7
Die Gruppe „Wohnhäuser Neue Straße 3, 5, 7“ hat die ID 32688270.

| Lage                                      | Bezeichnung | Beschreibung | ID       | Bild |
| ----------------------------------------- | ----------- | ------------ | -------- | ---- |
| Neue Straße 3 52° 51′ 42″ N, 9° 35′ 11″ O | Wohnhaus    |              | 32807749 |      |
| Neue Straße 5 52° 51′ 43″ N, 9° 35′ 11″ O | Wohnhaus    |              | 32808794 | BW   |
| Neue Straße 7 52° 51′ 43″ N, 9° 35′ 12″ O | Wohnhaus    |              | 32816411 | BW   |

### Einzelbaudenkmale
| Lage                                                | Bezeichnung              | Beschreibung | ID       | Bild |
| --------------------------------------------------- | ------------------------ | --- | -------- | ---- |
| Albrecht-Thaer-Straße 1C 52° 51′ 1″ N, 9° 35′ 53″ O | Mühlegebäude             | | 32812269 | BW   |
| Am Bahnhof 111 52° 52′ 29″ N, 9° 36′ 12″ O          | Villa                    | | 32815701 | BW   |
| Am Kloster 2 52° 51′ 38″ N, 9° 35′ 51″ O            | Wohnhaus                 | | 32818140 |      |
| Am Kloster 52° 51′ 39″ N, 9° 35′ 50″ O              | Umfassungsmauer          | | 32813508 | BW   |
| Am Kloster 3/5 52° 51′ 39″ N, 9° 35′ 52″ O          | Mühlengebäude            | | 32813528 | BW   |
| Am Kloster 3/5 52° 51′ 39″ N, 9° 35′ 56″ O          | Bleichinsel              | Wehr Quintusstraße | 32819287 | BW   |
| Brückstraße 1 52° 51′ 42″ N, 9° 35′ 49″ O           | Wohn-/Geschäftshaus      | | 32816344 | BW   |
| Brückstraße 2 52° 51′ 43″ N, 9° 35′ 48″ O           | Wohn-/Geschäftshaus      | | 32817165 | BW   |
| Brückstraße 3 52° 51′ 42″ N, 9° 35′ 48″ O           | Wohn-/Geschäftshaus      | | 32816365 | BW   |
| Brückstraße 4 52° 51′ 43″ N, 9° 35′ 47″ O           | Wohnhaus                 | | 32817600 | BW   |
| Brückstraße 5 52° 51′ 42″ N, 9° 35′ 47″ O           | Wohnhaus                 | | 32817600 | BW   |
| Brückstraße 7 52° 51′ 42″ N, 9° 35′ 47″ O           | Wohnhaus                 | | 32813407 | BW   |
| Brückstraße 9 52° 51′ 41″ N, 9° 35′ 46″ O           | Ehemaliges Pfarrhaus     | | 32813436 | BW   |
| Großer Graben 23 52° 51′ 43″ N, 9° 35′ 26″ O        | Wohnhaus                 | | 32817647 | BW   |
| Großer Graben 25 52° 51′ 43″ N, 9° 35′ 27″ O        | Wohnhaus                 | | 32808435 | BW   |
| Großer Graben 27 52° 51′ 43″ N, 9° 35′ 27″ O        | Wohnhaus                 | | 32811192 | BW   |
| Gut Graesbeck 52° 51′ 18″ N, 9° 36′ 31″ O           | Speicher                 | | 32807502 | BW   |
| Hermann-Löns-Straße 52° 51′ 49″ N, 9° 34′ 40″ O     | Denkmal                  | Jahndenkmal | 32810909 | BW   |
| Hermann-Löns-Straße 17 52° 51′ 44″ N, 9° 34′ 58″ O  | Wohn-/Geschäftshaus      | | 32812564 | BW   |
| Hilperdinger Weg 52° 52′ 7″ N, 9° 36′ 26″ O         | Wohnhaus                 | | 32807524 | BW   |
| Kirchplatz 52° 51′ 39″ N, 9° 35′ 47″ O              | Kirche                   | Ev. Kirche St. Johannes | 32814451 |      |
| Kirchplatz 52° 51′ 39″ N, 9° 35′ 44″ O              | Denkmal                  | Das Welfendenkmal wurde 1865 aufgestellt. Der Anlass war ein Besuch der Königlichen Preußischen Familie in Walsrode. | 32815839 |      |
| Kirchplatz 52° 51′ 40″ N, 9° 35′ 48″ O              | Denkmal                  | Ludwig-Harms-Denkmal | 32813749 | BW   |
| Kirchplatz 4 52° 51′ 38″ N, 9° 35′ 44″ O            | Wohnhaus                 | | 32817621 | BW   |
| Kirchplatz 5 52° 51′ 39″ N, 9° 35′ 42″ O            | Wohn-/Geschäftshaus      | | 32810710 | BW   |
| Kirchplatz 6 52° 51′ 40″ N, 9° 35′ 47″ O            | Wohnhaus                 | | 32813166 |      |
| Kirchplatz 7 52° 51′ 39″ N, 9° 35′ 42″ O            | Wohnhaus                 | | 32810731 |      |
| Kirchplatz 8 52° 51′ 41″ N, 9° 35′ 46″ O            | Wohnhaus                 | | 32813124 |      |
| Lange Straße 20 52° 51′ 38″ N, 9° 35′ 32″ O         | Rathaus                  | Das Neue Rathaus wurde von 1903 bis 1904 erbaut. Der Architekt war der Hannoveraner Ziegenbron. Es ist ein zweigeschossiger Bau mit einem dreigeschossigen Eckturm. Zu diesem Rathaus wurde ein moderner Rathausbau hinzugefügt. | 32812831 |      |
| Lange Straße 53 52° 51′ 37″ N, 9° 35′ 28″ O         | Wohnhaus                 | | 32816650 | BW   |
| Lange Straße 59 52° 51′ 39″ N, 9° 35′ 19″ O         | Wohnhaus                 | | 32818342 | BW   |
| Lange Straße 59 52° 51′ 39″ N, 9° 35′ 19″ O         | Wirtschaftsgebäude       | ehem. Tischlerei | 32816674 | BW   |
| Moorstraße 8 52° 51′ 42″ N, 9° 35′ 43″ O            | Wohnhaus                 | | 32818433 | BW   |
| Moorstraße 10 52° 51′ 43″ N, 9° 35′ 42″ O           | Wohnhaus                 | | 32816811 |      |
| Moorstraße 42 52° 51′ 44″ N, 9° 35′ 31″ O           | Wohnhaus                 | | 32812809 |      |
| Neue Straße 23 52° 51′ 46″ N, 9° 35′ 13″ O          | Wohnhaus                 | | 32818091 | BW   |
| Oskar-Wolff-Straße 1 52° 51′ 46″ N, 9° 34′ 55″ O    | Wohn-/Geschäftshaus      | | 32808060 | BW   |
| Oskar-Wolff-Straße 1a 52° 51′ 47″ N, 9° 34′ 53″ O   | Stall/Remise             | | 32808769 | BW   |
| Oskar-Wolff-Straße 1 52° 51′ 47″ N, 9° 34′ 55″ O    | Umfassungsmauer          | | 32809476 | BW   |
| Oskar-Wolff-Straße 12 52° 51′ 46″ N, 9° 35′ 2″ O    | Wohnhaus                 | | 32816716 | BW   |
| Oskar-Wolff-Straße 20 52° 51′ 49″ N, 9° 34′ 53″ O   | Wohnhaus                 | | 32810690 | BW   |
| Oskar-Wolff-Straße 22 52° 51′ 49″ N, 9° 34′ 52″ O   | Wohnhaus                 | | 32807680 | BW   |
| Saarstraße 10 52° 51′ 31″ N, 9° 35′ 33″ O           | Wohn-/Wirtschaftsgebäude | | 44364517 | BW   |
| Saarstraße/Friedhof 52° 51′ 26″ N, 9° 35′ 16″ O     | Ehrenfriedhof            | Bereich A VI in toto | 32817137 | BW   |
| Saarstraße/Friedhof 52° 51′ 25″ N, 9° 35′ 22″ O     | Grabkreuze               | Gusseiserne Kreuze, Bereich A VI in toto | 32810884 | BW   |
| Saarstraße 52° 51′ 29″ N, 9° 35′ 19″ O              | Kapelle                  | Bereich A VI in toto | 32810836 | BW   |
| Saarstraße 52° 51′ 26″ N, 9° 35′ 11″ O              | Kriegsgräber             | (Polen), Bereich A VI in toto | 32817110 | BW   |
| Sunderstraße 19 52° 51′ 57″ N, 9° 35′ 30″ O         | Gymnasium                | | 32816386 |      |
| Verdener Straße 52° 51′ 21″ N, 9° 34′ 30″ O         | Denkmal                  | Das Bismarckdenkmal steht auf einer Anhöhe südlich der der Verdener Straße. Es wurde 1911 aus Granitsteinen errichtet. Um das Denkmal befinden sich Granitpfeiler.                                                               | 32810812 |      |
| Wiesenstraße 14 52° 51′ 51″ N, 9° 35′ 26″ O         | Wohn-/Geschäftshaus      | | 32807724 |      |